# Вязьма-Брянское сельское поселение
Вязьма-Бря́нское се́льское поселе́ние — муниципальное образование в составе Вяземского района Смоленской области России.
Административный центр — село Вязьма-Брянская.
Главой поселения и Главой администрации является Шайторова Валентина Павловна 

## Географические данные
- Общая площадь: 9,61 км²
- Расположение:  центральная часть Вяземского района
- Граничит:
  - на севере — с  Вяземским городским поселением
  - на востоке — с Степаниковским сельским поселением
  - на юге и западе — с Кайдаковским сельским поселением
- Крупные реки: Утка.

## Экономика
Сельхозпредприятия, лесопереработка, магазины .
На территории сельского поселения так же находится песчаный карьер.

## Население
| 2011  | 2012  | 2013  | 2014  | 2015  | 2016  | 2017  |
| ----- | ----- | ----- | ----- | ----- | ----- | ----- |
| 5078  | ↗5202 | ↗5267 | ↘5265 | ↗5311 | ↘5231 | ↘5220 |
| 2018  | 2019  | 2020  | 2021  |       |       |       |
| ↘5200 | ↘5137 | ↗5219 | ↘4239 |       |       |       |

## Населённые пункты
На территории поселения находятся 5 населённых пунктов:
| № | Населённый пункт | Тип     | Население |
| - | ---------------- | ------- | --------- |
| 1 | Вассынки         | деревня | 187       |
| 2 | Вязьма-Брянская  | село    | 4594      |
| 3 | Железнодорожный  | деревня | 33        |
| 4 | Зелёный          | деревня | 36        |
| 5 | Певное           | деревня | 209       |

29 апреля 2011 года село Городок включено в село Вязьма-Брянская.